# 20th Television
20th Television – amerykańskie studio zajmujące się produkcją telewizyjną. Jest jednostką zależną Walt Disney Television, dywizji The Walt Disney Company. Zostało uruchomione w 1949 roku jako TCF Television Productions, Inc. W latach 1958–2020 funkcjonowało pod nazwą 20th Century Fox Television. W 2020 roku została ona zmieniona po przejęciu aktywów 21st Century Fox przez Disneya. Jednostką zależną studia jest 20th Television Animation, które zostało utworzone w 1999 roku jako Fox Television Animation.
Do 2020 roku 20th Television było ramieniem dystrybucyjnym dla produkcji 20th Century Fox Television i 20th Century Fox.

## Historia

### 20th Century Fox Television
20th Century Fox Television zostało utworzone w 1949 roku przez 20th Century Fox, kiedy inne wytwórnie filmowe zaczęły zajmować się również produkcją telewizyjną. Od czasu powstania do 1958 roku posługiwało się nazwą TCF Television Productions. W następnych dekadach studio przejęło produkcje od Metromedia Producers Corporation, MTM Enterprises, New World Entertainment.
W latach 1986–2019 20th Century Fox Television działało jako oficjalne studio produkcyjne dla stacji Fox.
W 1989 roku funkcje 20th Century Fox Television zostały przejęte przez Twentieth Television Corporation, jednostki niezależnej od 20th Century Fox. W 2012 roku, po kolejnej reorganizacji, 20th Century Fox Television stało się oddzielną jednostką News Corporation. Na jej czele stanęli Dana Walden i Gary Newman, którzy bezpośrednio odpowiadali przed prezesem 21st Century Fox. W 2014 roku poinformowao, że Fox Broadcasting Company i 20th Century Fox Television będą podlegać nowej jednostce organizacyjnej, Fox Television Group.

### 20th Television
Pod koniec marca 2019 roku nastąpiło sfinalizowanie transakcji zakupu aktywów 21st Century Fox przez The Walt Disney Company. Wskutek tego Fox 21 Television Studios stało się jednostką Disney Television Studios. W sierpniu 2020 roku nastąpił rebranding studiów przejętych przez Disneya rok wcześniej. 20th Century Fox Television zmieniono na 20th Television. Reaktywowano też markę Touchstone Television, która zastąpiła Fox 21 Television Studios. 1 grudnia tego samego roku zadecydowano o zamknięciu Touchstone Television, a produkcje tego studia zostały przejęte przez 20th Television.

## 20th Television Animation
Studio zostało utworzone w 1999 roku jako Fox Television Animation. Pierwszym jego projektem było kontynuowanie produkcji serialu Głowa rodziny od trzeciego sezonu przejętej od studia Film Roman. Od 2005 roku zajęło się produkcją animacji współtworzonych przez Setha MacFarlane’a. W 2016 roku została przejęta od Film Roman produkcja serialu Simpsonowie.
W sierpniu 2020 roku nastąpił rebranding studiów przejętych przez The Walt Disney Company rok wcześniej. Fox Television Animation zmieniono na 20th Television Animation.

## 20th Television (1989 – 2020)
20th Television powstało w 1989 roku jako ramię dystrybucyjne dla produkcji 20th Century Fox Television i 20th Century Fox. Od 1994 roku odpowiadało za sprzedaż produkcji telewizyjnych zewnętrznym stacjom. Od 2013 roku jednostką podlegała pod 20th Century Fox Television.